# Penelope Fillon
Pour les articles homonymes, voir Fillon et Clarke.
Penelope Fillon, née Clarke le 31 juillet 1955 à Llanover (pays de Galles), est une femme franco-britannique, épouse de l'ancien Premier ministre français François Fillon.
Restée dans l'ombre durant 35 ans, elle ne s'implique publiquement dans la vie politique de son mari qu'après l'annonce de la candidature de ce dernier à la primaire de l'élection présidentielle française de 2017, la question de son éventuelle implication privée étant au cœur de l’affaire Fillon. 
Début 2017, Le Canard enchaîné révèle qu'elle a été employée entre 1998 et 2013 en tant qu'attachée parlementaire de François Fillon, puis de son suppléant, et comme collaboratrice à la Revue des deux Mondes. Sa distance jusqu'alors affichée avec la vie politique de son mari ainsi que la pauvreté de sa production écrite parue dans la revue — « deux ou trois notes de lecture » — provoquent l'ouverture d'une enquête pour soupçon de « détournement de fonds publics, abus de biens sociaux et recel de ces délits ».
L'affaire connaît un grand retentissement et contribue à l'échec de François Fillon à l'élection présidentielle. Penelope Fillon est condamnée en appel en 2022 pour détournements de fonds publics et abus de biens sociaux à deux ans de prison avec sursis et 375 000 euros d'amende, outre deux ans d'inéligibilité, peine validée par la Cour de cassation en 2024.

## Biographie

### Situation personnelle
Penelope Kathryn Clarke, née à le 31 juillet 1955 à Llanover,, près d'Abergavenny, est la fille de George Colin Clarke, un juriste anglais, et de Glenys, qui est galloise. Elle se considère comme « anglo-galloise ». Elle est issue d'une fratrie de cinq enfants.
Après avoir fréquenté le collège King Henry VIII, elle étudie le français et l'allemand à l'University College de Londres, et dans ce cadre effectue sa troisième année d'études comme assistante d'anglais dans un collège du Mans, en 1974. C'est là qu'elle fait la connaissance de François Fillon, alors étudiant en droit, par un ami commun. Elle retourne ensuite terminer des études de droit à l'université de Bristol.
Penelope et François se marient civilement à Sablé-sur-Sarthe puis religieusement au Pays de Galles, le 28 juin 1980. Cinq enfants naissent de cette union : Marie (1982), avocate; Charles (1984), avocat chez Viguié Schmidt & Associés,; Antoine (1985), employé de banque chez UBS,, Édouard (1989), directeur chez Equistone, et Arnaud (2001), étudiant. Sa sœur, Jane Clarke, a épousé Pierre, l'un des frères de François Fillon.
À partir de 2002, elle vit à Paris la semaine à la demande de son mari, qui « souhaitait voir son plus jeune fils Arnaud grandir, après avoir raté l’enfance de ses autres enfants ».
Naturalisée française, elle déclare, en 2007, au journal The Telegraph ne jamais avoir eu le mal du pays, bien qu'elle se sente parfois un peu exaspérée par les Français, car ils ont tendance à penser qu'ils sont « supérieurs aux autres », et qu'ils « manquent de politesse sur la route ». Baptisée dans l'anglicanisme, elle s'est convertie au catholicisme.

### Carrière

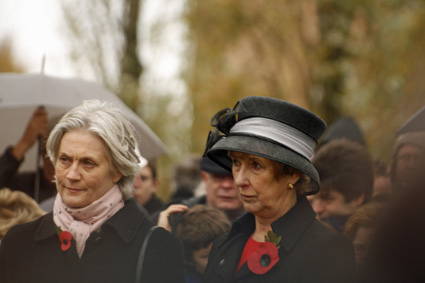
Penelope Fillon lors d'une cérémonie commémorative de la Première Guerre mondiale à Frelinghien, le 11 11 2008, invitée par le maire de la ville.

Avocate de formation, elle n'a cependant jamais exercé ce métier et s'est principalement consacrée à sa famille tout en encourageant, dans l'ombre, la carrière politique de son mari. Sylvie Bommel, journaliste de Vanity Fair qui a enquêté sur Penelope Fillon, indique toutefois qu'il aurait fallu pour cela qu'elle décroche son diplôme en moins de deux ans, ce qui semble impossible[pertinence contestée]. Par ailleurs, ni l'université de Bristol, ni la Solicitors Regulation Authority, chargée de recenser les avocats d'Angleterre et du Pays de Galles ne possèdent d'archives confirmant que Penelope Fillon est diplômée de cette profession.
Elle est élue conseillère municipale de Solesmes (Sarthe) en 2014. Elle préside les commissions de la sécurité et du fleurissement. Condamnée pour détournement de fonds publics dans l'affaire Fillon en 2024, elle est contrainte à la démission. 
Par ailleurs, elle est marraine de l'association Asperger Aide, une association loi de 1901 destinée à aider les personnes avec syndrome d'Asperger.

### Présence médiatique
Peu présente dans les médias, qu'elle ne considère pas comme son « habitat naturel », elle apparaît toutefois, en 2007, aux côtés de son époux sur le perron de l'hôtel Matignon lorsque celui-ci est nommé Premier ministre par le président de la République, Nicolas Sarkozy ; âgée de cinquante-et-un ans, elle devient la seconde femme d'origine étrangère mariée à un chef du gouvernement de la Ve République, la première étant l'épouse de Raymond Barre, Eva Barre, hongroise de naissance. Son mari dirigeant le gouvernement durant tout le quinquennat de Nicolas Sarkozy, Penelope Fillon vit à Matignon de 2007 à 2012,. Elle l'accompagne dans plusieurs déplacements et rendez-vous officiels et s'implique sur les sujets de l'autisme et de la culture, notamment du théâtre.
Dans le cadre de la campagne de son époux pour la primaire de la droite, Penelope Fillon accepte toutefois de sortir de sa traditionnelle réserve, s'exprimant en public dans le cadre, notamment, de l'émission Une ambition intime, présentée par Karine Le Marchand et diffusée le 6 novembre 2016 sur M6.
En 2016, durant la campagne, elle s'engage notamment comme marraine du mouvement « Les Femmes avec Fillon », destiné à promouvoir les propositions de François Fillon en faveur des droits des femmes,. Elle y défend la protection de l’enfance, l'égalité entre les sexes et s'inquiète de la monoparentalité.

## Condamnation pour emplois fictifs et détournement de fonds publics

### Révélations
Au début de 2017, quelques mois avant l'élection présidentielle, Penelope Fillon est soupçonnée d'emplois fictifs dans une affaire qui rencontre un grand écho médiatique et qui choque l'opinion publique, ce qui suscite de nombreuses questions sur la candidature de François Fillon,,.
Dans son numéro daté du 25 janvier 2017, Le Canard enchaîné révèle que Penelope Fillon a été rémunérée comme attachée parlementaire et comme collaboratrice d'une revue littéraire sans traces d'un travail réel,,. Penelope Fillon a été rémunérée environ 500 000 euros bruts en huit ans pour un emploi d'assistante parlementaire de son mari, de 1998 à 2002, puis de son suppléant, Marc Joulaud, de 2002 à 2007,.
Le même jour, une enquête préliminaire est ouverte par le parquet national financier pour des chefs de détournement de fonds publics (pour le premier volet de l'affaire), abus de biens sociaux (pour le second volet) et recel de ces délits,.
Le 26 janvier 2017, sur TF1, François Fillon affirme que « oui absolument », Penelope Fillon a accompli « un travail à temps complet d'assistante parlementaire ». Il indique que sa femme travaillait avec lui depuis toujours : « Depuis 1981, depuis ma première élection, elle m'a toujours accompagné dans ma vie publique ». Il précise : « [ma femme] a corrigé mes discours, [...] reçu d'innombrables personnes qui voulaient me voir et que je ne pouvais pas voir, [...] représenté dans des manifestations et des associations [et fait] la synthèse de la presse ».
Le 1er février suivant, Le Canard enchaîné publie un nouvel article réévaluant à 831 440 euros brut la somme perçue par Penelope Fillon, au lieu des 500 000 euros estimés précédemment, incluant un emploi d'assistante parlementaire entre 1988 et 1990[réf. souhaitée].
Penelope Fillon aurait, toujours selon Le Canard enchaîné, également été rémunérée comme « conseiller littéraire » de la Revue des deux Mondes de mai 2012 à décembre 2013 pour un montant de près de 5 000 euros mensuels en brut (environ 100 000 euros en tout). Le directeur de la revue à l'époque des faits, Michel Crépu, indique qu'elle n'a rédigé que deux ou trois notes de lecture pour la rédaction, sous le pseudonyme « Pauline Camille ».
Marc Ladreit de Lacharrière, propriétaire de la revue, a reconnu avoir rémunéré de manière excessive, puis fictive, Pénélope Fillon quand Francois Fillon était ministre. Le 11 décembre 2018, il est condamné en première instance à huit mois de prison avec sursis pour abus de biens sociaux.
Le 2 février 2017, l'émission Envoyé spécial révèle l'existence d’une interview vidéo réalisée, en 2007, par la journaliste britannique Kim Willsher pour le Sunday Telegraph dans laquelle Penelope affirme à propos de son mari « je n’ai jamais été son assistante ou quoi que ce soit de ce genre ».
Dans un entretien au Journal du dimanche daté du 4 mars 2017, l’épouse de François Fillon s’exprime publiquement pour la première fois depuis le début de l’affaire. Elle assure qu’elle effectuait « des tâches très variées » pour son mari : « Mon rôle était de l’aider dans sa relation d’élu avec les gens (..) Il avait besoin de quelqu’un (...) Si cela n’avait pas été moi, il aurait payé quelqu’un pour le faire. Donc on a décidé que ce serait moi ».

### Médiatisation de l'affaire «PenelopeGate»
En février 2017, un ami du couple affirme que cette épreuve est « épouvantable » pour Pénélope Fillon, décrivant une personnalité discrète et délicate à l’inverse du tempérament de son époux, et se déclare inquiet pour sa santé. Début mars 2017, François Fillon dénonce un acharnement médiatique lors d’une interview télévisée, dont le fait que les médias auraient annoncé le suicide de sa femme, cette information n’ayant pas été prouvé par la suite,. Lors de la mise en examen le 28 mars 2017, Paris Match et Bestimage publient une photo de Pénélope Fillon sous forme d'exclusivité à la sortie de son audition des juges d'instruction. Certains journalistes dénoncent le caractère médiatique disproportionné de cette affaire, dont Charles Consigny selon lequel les actes de François Fillon et de sa femme ne justifient pas « qu’il soit lapidé sur la place publique ». De même pour Ruth Elkrief qui exprime sa solidarité auprès de Penelope Fillon « qui n’a pas demandé à se retrouver dans cette tempête ». Certaines personnalités politiques mettent en avant le caractère disproportionné de l'exposition médiatique de l'affaire autour de la personnalité de Pénélope Fillon, dont Ségolène Royal, Cécile Duflot et Florian Philippot, ce dernier affirmant que les médias auraient dû nommer cette affaire « FillonGate » au lieu de « PenelopeGate ».
Selon une enquête par panel en communication politique, l’affaire Fillon a saturé l’espace médiatique consacré à l’élection présidentielle française de 2017, engendrant une négativité diffuse et multiforme qui selon les interrogés n’a pas permis de débattre sereinement du fond tout en considérant que ce « travail de révélations était absolument nécessaire ».

### Mise en examen, procès et condamnation
Le 28 mars 2017, Penelope Fillon est convoquée par les juges d’instruction, puis mise en examen pour « complicité et recel de détournement de fonds publics, complicité et recel d’abus de bien sociaux et recel d’escroquerie aggravée ».
Un procès en correctionnelle se tient du 24 février au 11 mars 2020. Le 29 juin 2020, pour son emploi fictif d'assistante parlementaire, elle est condamnée à trois ans de prison avec sursis et à 375 000 euros d'amende et à rembourser avec son mari plus d’un million d’euros à l’Assemblée nationale. Le couple est aussi déclaré coupable de complicité de recel d’abus de bien social concernant l’emploi fictif de Penelope Fillon à La Revue des deux Mondes. Penelope Fillon est également condamnée à deux ans d'inéligibilité, tandis que François Fillon est condamné à dix ans d'inéligibilité. Les époux Fillon font appel.
Le 9 mai 2022, la cour d'appel de Paris condamne Penelope Fillon à deux ans de prison avec sursis et 375 000 euros d'amende, outre deux ans d'inéligibilité. Son mari est quant à lui est condamné à quatre ans de prison dont un an ferme et à 375 000 euros d'amende, sa peine d'inéligibilité de dix ans étant confirmée. À l'issue du verdict, le couple se pourvoit en cassation.
Le 24 avril 2024, la Cour de cassation confirme définitivement les condamnations pour détournements de fonds publics et abus de biens sociaux ainsi que la peine infligée à Penelope Fillon. Sa peine d'inéligibilité devient définitive, ce qui l'oblige le 25 avril à démissionner de ses fonctions de conseillère municipale à Solesmes.

## Dans la culture
L'humoriste française La Bajon parodie les affaires judiciaires de Penelope Fillon en jouant le rôle de son avocate.